# Uranophora romani
Uranophora romani là một loài bướm đêm thuộc phân họ Arctiinae, họ Erebidae.